# Anatemnus orlites orlites
Anatemnus orlites orlites es una subespecie de arácnido del orden Pseudoscorpionida de la familia Atemnidae.

## Distribución geográfica
Se encuentra en el sudeste de Asia.